# Stella Zázvorková

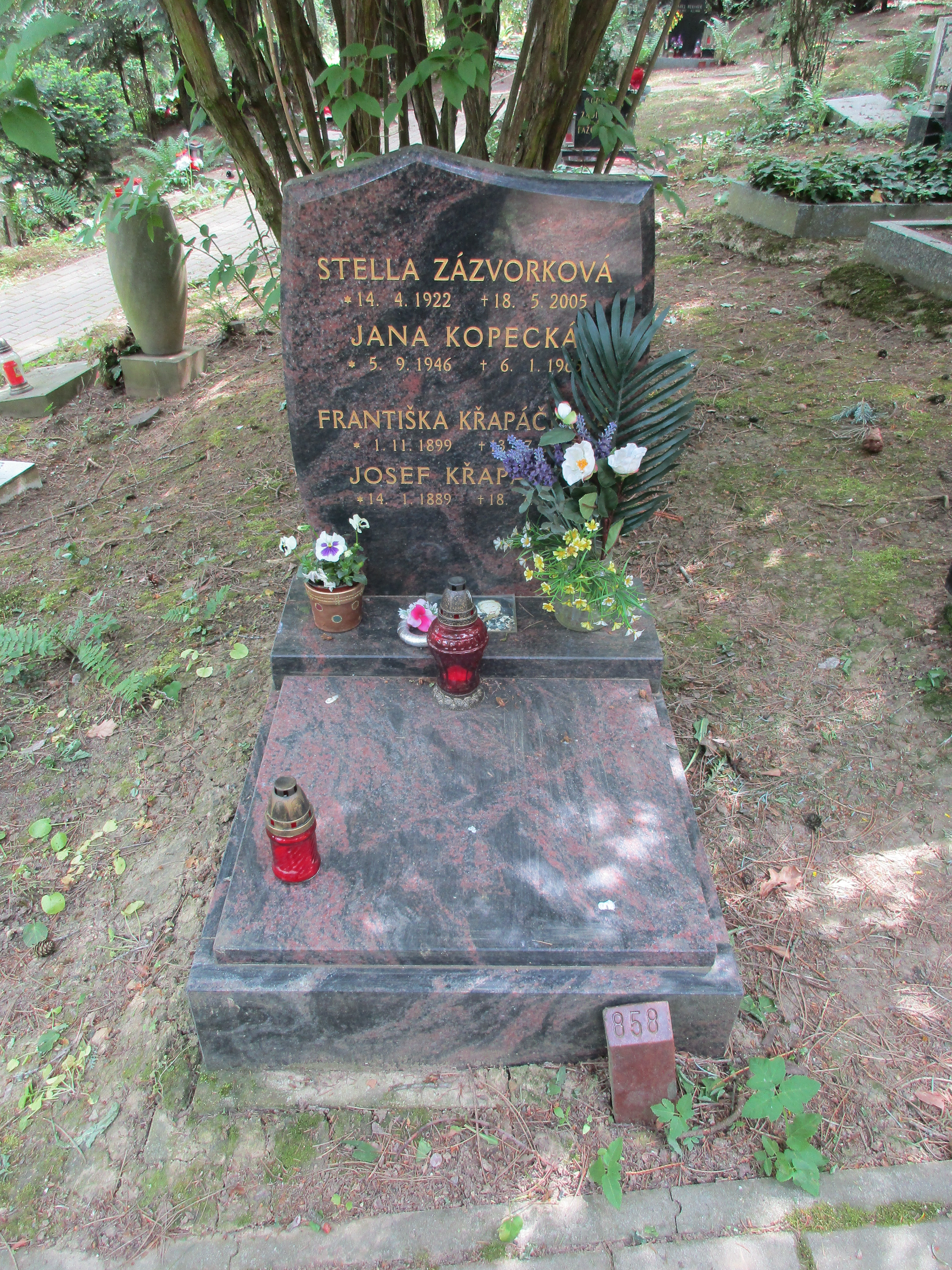
Grób aktorki na Cmentarzu Motolskim w Pradze

Stella Zázvorková (ur. 14 kwietnia 1922 w Pradze, zm. 18 maja 2005 tamże) – czeska aktorka, absolwentka szkoły teatralnej F.E. Buriana, dwukrotna zdobywczyni Czeskiego Lwa (za rolę w Babim lecie i za całokształt twórczości). 

## Życiorys
W latach 1950–1951 żona Miloša Kopeckiego. W 2002 została odznaczona Medalem Za zasługi II stopnia.

## Filmografia (wybór)

### filmy fabularne
- 1955: Orkiestra z Marsa (Hudba z Marsu) jako żona Šimáčka
- 1956: Góra tajemnic (Větrná hora) jako Květa Vejvodová
- 1956: Proszę ostrzej! (Zaostřit, prosím!) jako Pošahalová
- 1957: Osamotniny (Škola otců) jako Bedrnová
- 1957: Dobry wojak Szwejk (Dobrý voják Švejk) jako prostytutka z biczem na stole
- 1957: Przystanek na peryferiach (Tam na konečné) jako mama Ferdíka
- 1958: Zadzwońcie do mojej żony (Co řekne žena?) jako kobieta z arbuzem
- 1964: Między nami złodziejami (Mezi námi zloději) jako Růžena Musilová
- 1964: Lemoniadowy Joe (Limonádový Joe aneb Koňská opera) jako matka
- 1969: Skowronki na uwięzi (Skřivánci na niti) jako pomywaczka
- 1970: Panowie, zabiłem Einsteina (Zabil jsem Einsteina, pánové!) jako Wertheimová
- 1970: Trup w każdej szafie (Čtyři vraždy stačí, drahoušku!) jako Peggy
- 1970: Jest pan wdową, proszę pana! (Pane, vy jste vdova!) jako Mary Otisová
- 1972: Dziewczyna na miotle (Dívka na koštěti) jako Vondráčková
- 1974: Jak utopić doktora Mraczka (Jak utopit dr. Mráčka aneb Konec vodníků v Čechách) jako doc. Mráčková, matka Jindřicha
- 1976: Jutro się policzymy, kochanie (Zítra to roztočíme, drahoušku…!) jako Božena Nováková
- 1977: Szpinak czyni cuda! (Což takhle dát si špenát) jako wdowa Isabela Lopezová
- 1980: Wiedzą sąsiedzi, jak kto siedzi (Co je doma, to se počítá, pánové...) jako Božena Nováková
- 1996: Kola (Kolja) jako matka Františka
- 1999: Pod jednym dachem (Pelíšky) jako babcia
- 2001: Babie lato (Babí léto) jako Emílie Hánová
- 2005: Mężczyzna idealny (Román pro ženy) jako babcia

### seriale TV
- 1975: Pod jednym dachem (Chalupáři) jako Brabcová
- 1977–1981: Szpital na peryferiach (Nemocnice na kraji města) jako Dobiášová
- 1979: Arabela jako pani Majerová
- 1990: Powrót Arabeli (Arabela se vrací) jako pani Majerová